# آتشکده

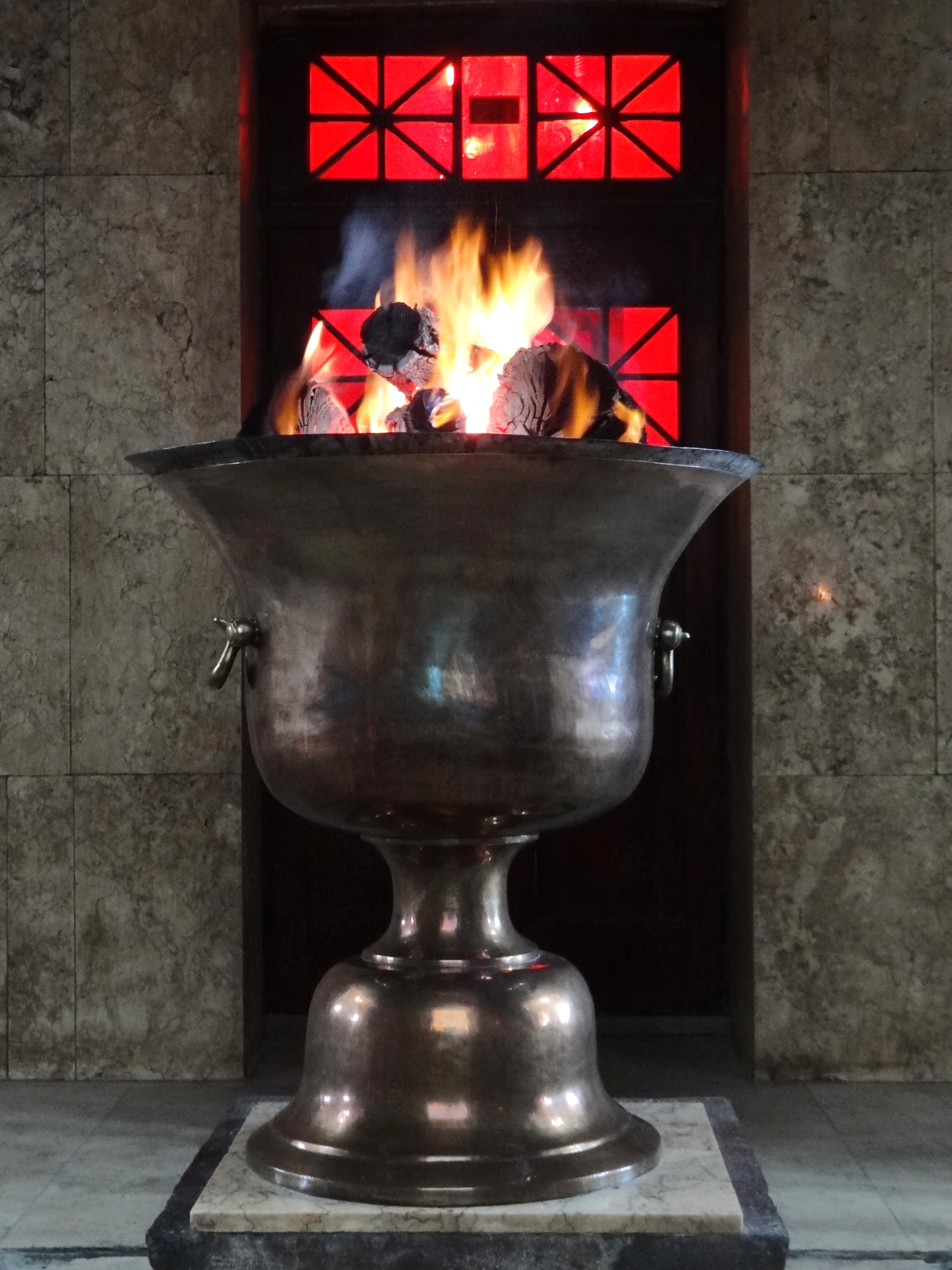
آتشکدهٔ زرتشتیان در یزد

آتَشکَده، یا آتَشگاه (آتش‌خانه) یا دَرِ مِهر یک ساختمان مذهبی به گونه‌ای از نیایشگاه‌های زرتشتیان گفته می‌شود که در آن آتش به دلیل پاک‌کنندگی و گرمابخشی‌اش در جایگاه ویژه‌ای جای گرفته است و مهم‌ترین نیایش‌های دینی در آن و در برابر آتش انجام می‌گیرد. از جمله نیایش‌ها خواندن اوستا و گات‌ها است و در آن در برابر آتش خداوند یکتا ستایش می‌شود. واژهٔ «آتشکده» از دو واژهٔ «آتش» و «کَده» ساخته شده که به معنی «خانهٔ آتش» است. آتشکده کشمر نخستین آتشکدهٔ زرتشتی بود که توسط گستاسپ به درخواست زرتشت در کِشمر (کاشمر کنونی) بنا گردید و از مهم‌ترین آتشکده‌های پابرجا می‌توان به آتشکدهٔ آذرگسپ، آتشکدهٔ ورهرام یزد، آتشکدهٔ باکو و آتشکدهٔ نیاسر نام برد.

## کهن‌ترین آتشکده
کهن‌ترین و قدیمی‌ترین آتشکده‌هایی که باستان‌شناسان تا کنون موفق به کشف و شناخت آن شده‌اند، متعلق به فرهنگ مزدیسنا، و یکتاپرستی است و در کشور تاجیکستان در شهر تاریخی سرزم می‌باشد که دیرینگی آن آتشکده‌ها به پنج هزار و پانصد سال پیش می‌رسد که باور به یکتاپرستی را برای نژاد آریا در آن سامان نشان می‌دهد، اما قدیمی‌ترین آتشکده که تا حال کشف شده، آتشکده نوبهار در بلخ است که قدمت آن به شش هزار سال می‌رسد، این آتشکده محل زندگی و کشته شدن زرتشت نیز بوده است.

## بناهای چارتاقی
بسیاری از چارتاقی‌ها را آتشکده‌های دورهٔ ساسانی می‌دانند. بناهای چارتاقی یا به‌طور کامل تخریب شده یا تغییر کاربری داده شده است؛ ولی تعدادی هم مانند چهار طاقی بازه هور، چهارتاقی نیاسر و چهارطاقی بهاران سالم مانده‌اند.

## بنای آتشکده‌ها

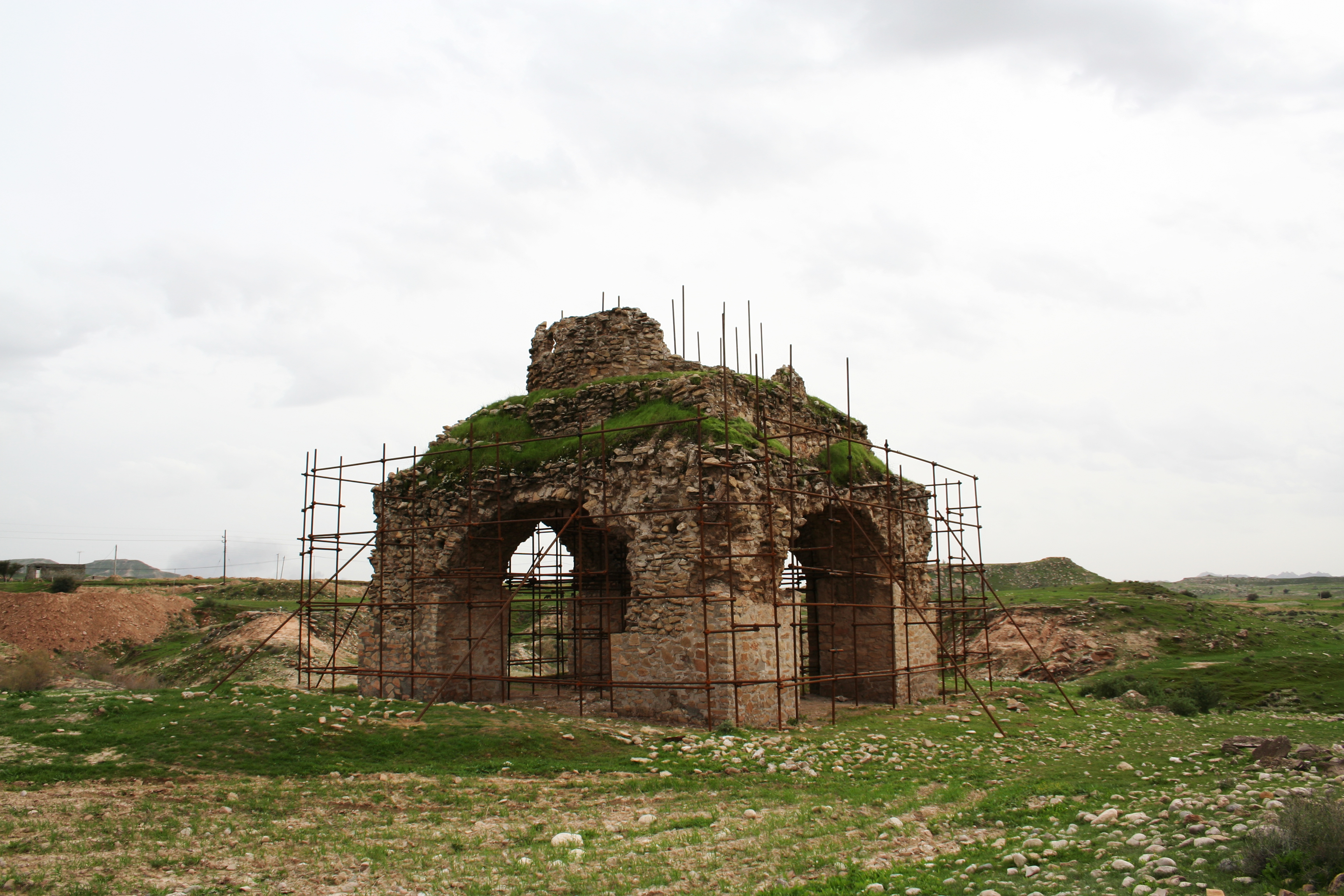
چارتاقی آتشکدهٔ ساسانی، بهبهان

بنا بر نظر احمد تفضلی اطلاعات ما دربارهٔ آتشکده‌ها عموماً از دورهٔ ساسانی و اسلامی است. شکل و بنای آتشکده‌ها در همه‌جا یکسان بوده، معمولاً هر آتشکده هشت درگاه و چند اتاق هشت‌گوشه داشته و آتشدان در وسط بنا واقع بوده و پیوسته آتش مقدس در آن می‌سوخته است. اما با گذر زمان و به‌تدریج در دین زرتشت مقرر می‌شود که آفتاب بر آتش نتابد؛ بنابراین آتش را در فضای باز نگهداری نکرده و اتاقی در وسط بنا ساختند که آتشدان در آن جای داشت. شمار آتشکده‌ها بسیار بود و بنیاد آن‌ها به زمان پیش از زرتشت، یعنی زمان پیشدادیان (هوشنگ و جمشید) می‌رسید؛ ولی در دورهٔ ساسانیان سه آتشکدهٔ مشهور بدین قرار بود:
- آتشکدهٔ آذرگشنسب (آذرگشسب یا آذرجشنس) واقع در شهرستان تکاب
- آتشکدهٔ آذربرزین‌مهر در ریوند خراسان
- آتشکدهٔ کاریان یا آتشکدهٔ آذرفرنبغ کاریان در روستای کاریان از توابع جویم لارستان

به نام سه طبقهٔ اصلی اجتماعی در آن دوران یعنی طبقهٔ ارتشتاران و نظامیان، طبقهٔ کشاورزان و پیشه‌وران، و طبقهٔ موبدان و روحانیان، که با سه رنگ سرخ و سبز و سپید یا همان سه رنگ پرچم ایران مشخص می‌شده‌اند، اهمیت می‌یابد. به زعم احمد تفضلی آتشکده‌ها بنا بر اهمیت نوع آتشی که در آن است، به سه دسته تقسیم می‌شوند: آتشِ بَهْرام، آدُران و دادگاه.

## آتشکده‌های خاموش
آتشکده‌های زیادی چون کوه آتشکده، آتشکده کرکویه، در ایران موجود است که پس از حمله اعراب به ایران و همچنین در دوران صفویه به زور خاموش شدند. تعدادی از آتشکده‌ها نیز به دست اعراب یا خود تندروهای ایرانی تخریب گشتند.

## آتشکده‌های مشهور
- آتشکده کشمر
- آتشکده نوشیجان در ملایر
- آتشکده آذرگشنسب (تخت سلیمان)
- آتشکده کاریان

بازسازی نمونهٔ ساسانی آتشکدهٔ کشمر در نزدیکی مجموعهٔ تاریخی قلعه آتشگاه

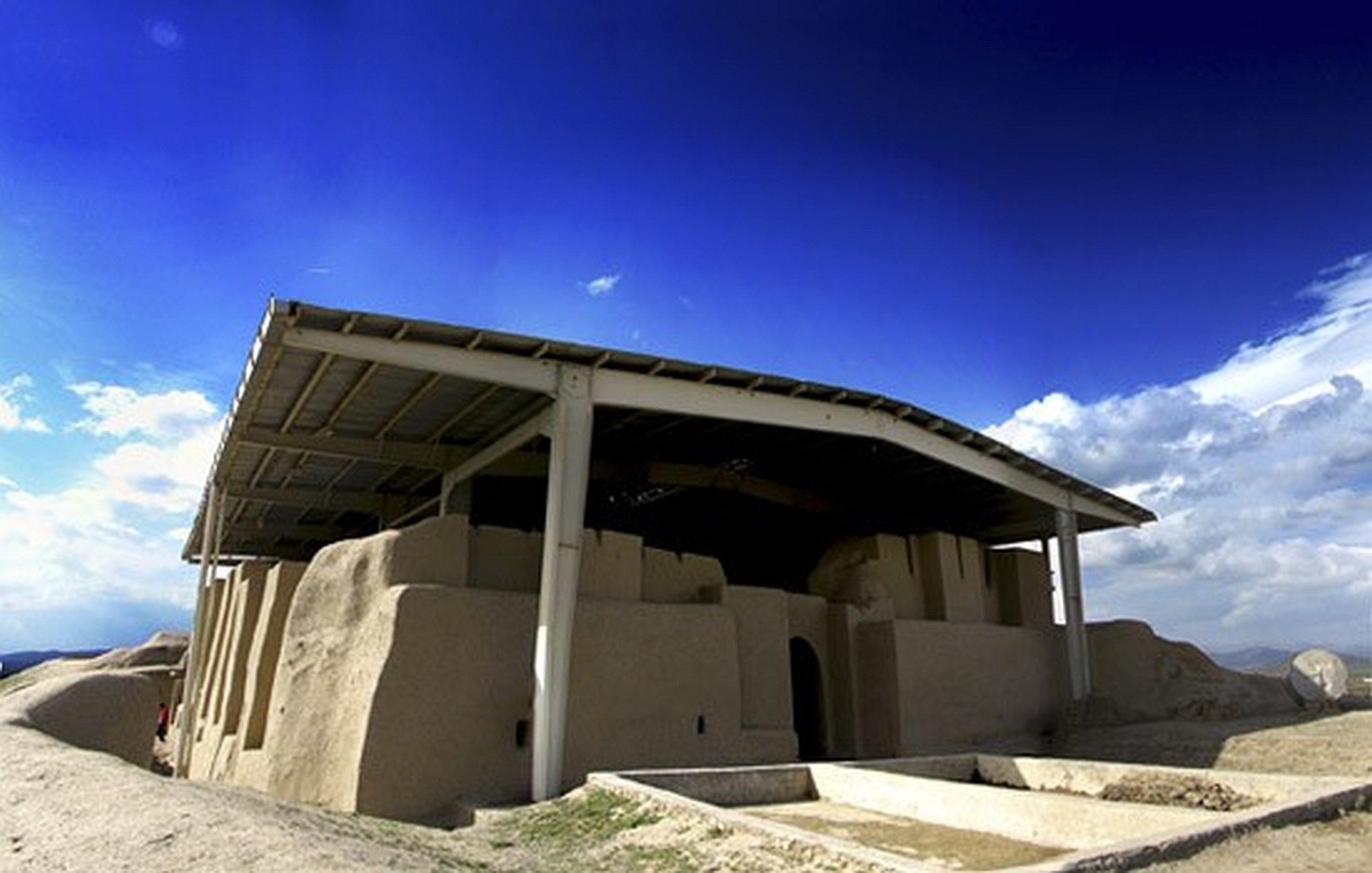
باقی‌مانده آتشکدهٔ نوشیجان (ملایر"مل آگر: تپه‌های آتش) تنها اثر مانده از دوران ماد‌ها

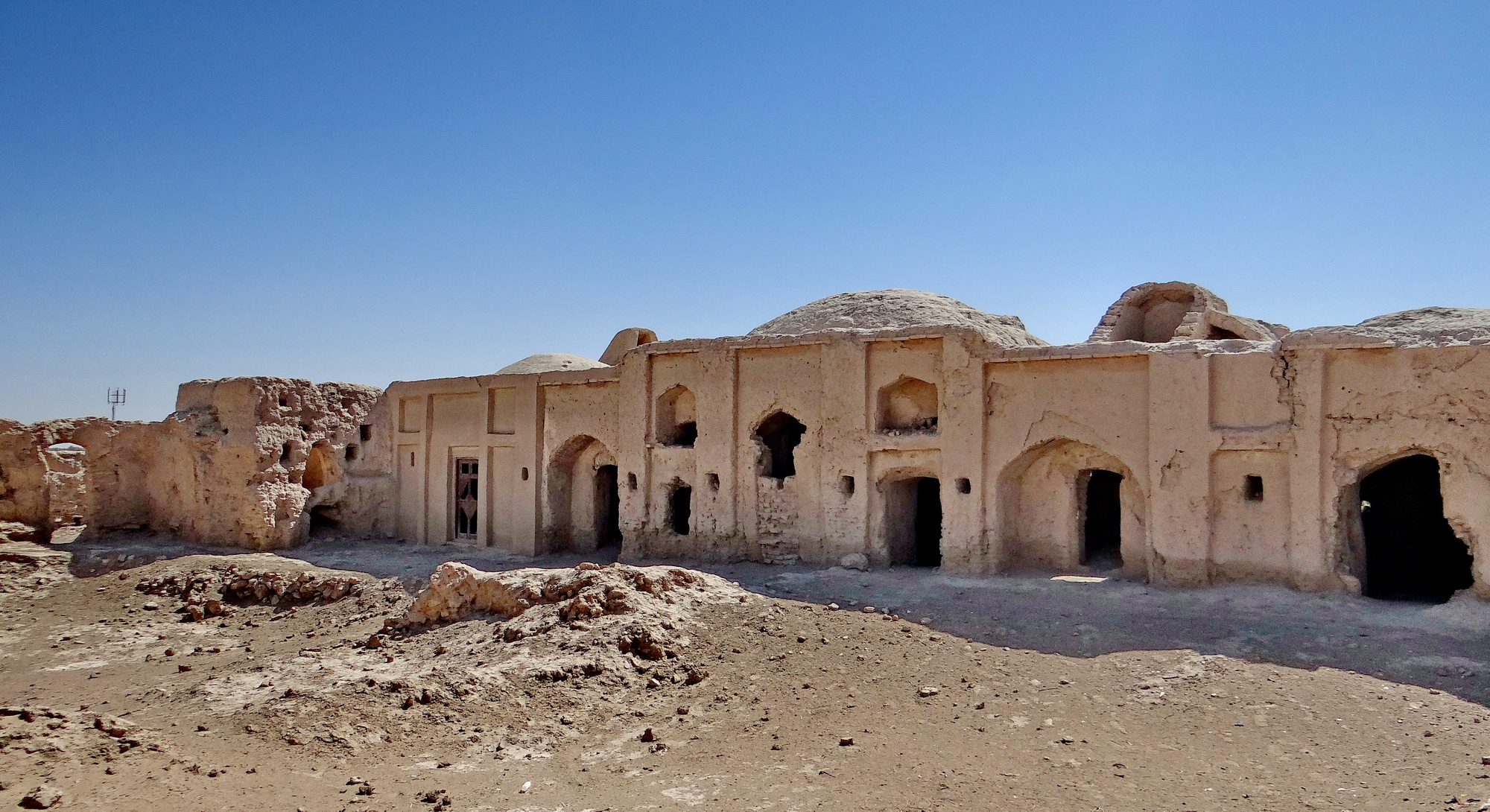
آنچه از بنای آتشکده کرکویه (سیستان) باقی مانده است مربوط به دوره ساسانی

- آتشکده کوهزاد وِزنهار در رومشکان لرستان
- آتشکده آذربرزین‌مهر
- آتشکده نیاسر کاشان
- آتشکده کرکویه (سیستان)
- آتشکده ورمال (سیستان)
- آتشکده باکو
- آتشکده بردسوره در بخارا
- آتشکده آذر شبدر بلخ
- آتشکده آذرنوش آتشکده‌ای در بلخ که همچون آذرشب در خراسان بوده است.
- آتشکده مرند
- آتشکده سیروان (یا ماسبذان) در استان ایلام، سیروان
- آتشکده اردشیر
- آتشکده دارابگرد
- آتشکده شاهپور در قسطنطنیه
- آتشکده پوران
- آتشکده بارنوا در جنوب ایران
- آتشکده سرده در تفت یزد
- آتشکده سراب ذهاب
- آتشکده آذرباد در تبریز
- آتشکده آذرجو
- آتشکده خوار اصفهان
- آتشکده خورموج
- آتشکده درب مهر گوهر و مهربان اصفهان
- آتشکده کازرون
- آتشگاه اصفهان
- آتشکده نطنز
- آتشکده آتشکوه نیمه‌ور
- آتشکده خورهه
- نیایشگاه آدریان
- آتشکده کرمان
- آتشکده سیاهگل
- آتشکده آشتیان
- آتشکده فیروزآباد
- آتشکده بازه هور: این آتشکده در روستای بازه حور در خراسان میانی می‌باشد که تا اندازهٔ فراوانی دستنخورده مانده ولی در خطر نابودی است.[نیازمند منبع]
- آتشکده اندبیل: آتشکدهٔ اندبیل واقع در شهرستان خلخال و منطقهٔ تفرجگاه اندبیل می‌باشد و از بنای آن هیچ چیزی باقی نمانده و فقط به محل آنجا آتشکده می‌گویند البته حفاری‌های زیادی از سوی سودجویان انجام شده و آثار این محل دستخوش تغییراتی بوده است.[نیازمند منبع]
- آتشکده یزد
- آتشکده خیرآباد
- آتشکده هارپاک (ابیانه)
- آتشکده میرمظفر (قدیمی‌ترین آتشکده جهان) در روستای بابا لنگر شهرستان خوشاب

## نگارخانه

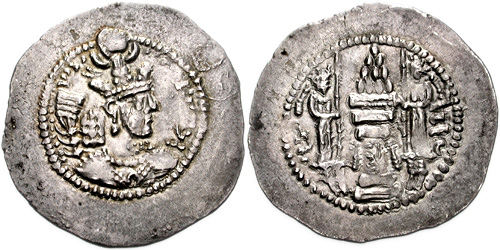
سکه یزدگرد دوم ساسانی
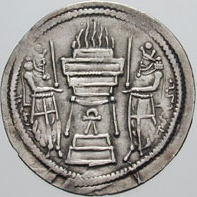
سکه شاپور دوم ساسانی
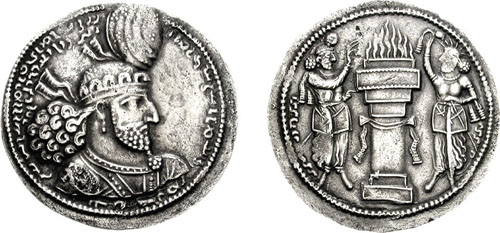
سکهٔ هرمز یکم ساسانی
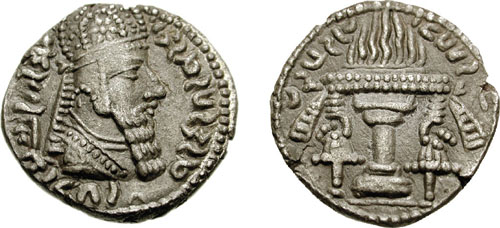
سکه اردشیر یکم ساسانی
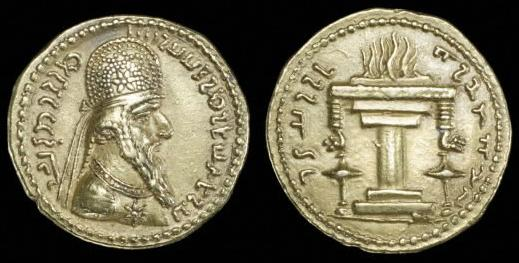
سکه اردشیر یکم ساسانی